# Embelia luzoniensis
Embelia luzoniensis är en viveväxtart som beskrevs av Elmer Drew Merrill. Embelia luzoniensis ingår i släktet Embelia och familjen viveväxter. Inga underarter finns listade i Catalogue of Life.